# Tour du Languedoc-Roussillon
Il Tour du Languedoc-Roussillon è stata una corsa a tappe maschile di ciclismo su strada che si svolse nella regione francese della Linguadoca-Rossiglione nel mese di maggio del 2004.

## Storia
Nel 2002 si corse l'ultima edizione del Grand Prix du Midi Libre per scelta degli organizzatori, il gruppo editoriale del quotidiano Le Monde. L'amministrazione locale voleva avere una corsa professionistica sul proprio territorio e organizzò nel 2004 il Tour du Languedoc-Roussillon in collaborazione con la Amaury Sport Organisation, che gestisce anche il Tour de France.
La corsa era divisa in cinque tappe. Le prime tre si conclusero con una volata di gruppo: Thor Hushovd vinse le prime due e Martin Elmiger la terza. Christophe Moreau si aggiudicò la quarta e Lance Armstrong l'ultima (vittoria di tappa che gli fu poi revocata per doping nel 2012). La vittoria finale andò al francese Moreau.
L'anno successivo non furono trovate sufficienti sponsorizzazioni e la corsa non fu più organizzata.

## Maglie
Vengono assegnate diverse maglie per i leader delle varie classifiche.
- Maglia gialla per la classifica generale a tempo
- Maglia verde per la classifica a punti
- Maglia a pois per la classifica dei gran premi della montagna
- Maglia bianca per la classifica dei giovani

## Albo d'oro
Aggiornato all'edizione 2004.
| Anno | Vincitore         | Secondo          | Terzo       |
| ---- | ----------------- | ---------------- | ----------- |
| 2004 | Christophe Moreau | Vjačeslav Ekimov | Iker Flores |

### Altre classifiche
| Anno | Punti        | Scalatori         | Giovani     |
| ---- | ------------ | ----------------- | ----------- |
| 2004 | Thor Hushovd | Christophe Moreau | Sandy Casar |